# مقاطعة مكمولين (تكساس)
مقاطعة مكمولين (بالإنجليزية: McMullen  County)‏ هي إحدى المقاطعات في ولاية تكساس، الولايات المتحدة الأمريكية.